# Mistrzostwa Polski w Podnoszeniu Ciężarów Mężczyzn 2002
Mistrzostwa Polski w Podnoszeniu Ciężarów Mężczyzn 2002 – 72. edycja mistrzostw, która odbyła się w Bydgoszczy w dniach 24–25 maja 2002 roku. 

## Wyniki
| Konkurencja: | Złoto:                               | Wynik             | Srebro:                               | Wynik             | Brąz:                                       | Wynik             |
| 56 kg        | Tomasz Wałęsa Śląsk Wrocław          | 217,5 (95+122,5)  | Marcin Makarski LKS Terespol          | 210 (95+115)      | Stanisław Rogielski Śląsk Tarnowskie Góry   | 205 (95+110)      |
| 62 kg        | Marcin Gruszka Burza Wrocław         | 280 (130+150)     | Arkadiusz Ratajczak Zawisza Bydgoszcz | 260 (117,5+142,5) | Marek Gorzelniak Śląsk Wrocław              | 252,5 (110+142,5) |
| 69 kg        | Wojciech Natusiewicz Okęcie Warszawa | 300 (132,5+167,5) | Sebastian Waga AZS-AWF Biała Podlaska | 297,5 (135+162,5) | Jerzy Jaśniak Włókniarz Konstantynów Łódzki | 285 (125+160)     |
| 77 kg        | Andrzej Kozłowski Budowlani Opole    | 335 (150+185)     | Waldemar Jakubic Wisła Puławy         | 300 (125+175)     | Damian Piątek Mazovia Ciechanów             | 295 (130+165)     |
| 85 kg        | Mariusz Rytkowski Mazovia Ciechanów  | 367,5 (167,5+200) | Mirosław Kozubski Śląsk Wrocław       | 327,5 (137,5+190) | Przemysław Chlebosz Śląsk Wrocław           | 327,5 (152,5+175) |
| 94 kg        | Krzysztof Fąfara Zawisza Bydgoszcz   | 372,5 (167,5+205) | Ireneusz Chełmowski Zawisza Bydgoszcz | 352,5 (157,5+195) | Arkadiusz Białek Start Otwock               | 350 (150+200)     |
| 105 kg       | Marcin Dołęga WLKS Siedlce           | 415 (192,5+222,5) | Robert Dołęga WLKS Siedlce            | 395 (177,5+217,5) | Piotr Konowalski Okęcie Warszawa            | 365 (165+200)     |
| +105 kg      | Paweł Najdek Okęcie Warszawa         | 412,5 (180+232,5) | Grzegorz Kleszcz Budowlani Opole      | 410 (185+225)     | Piotr Wysocki Zawisza Bydgoszcz             | 377,5 (170+207,5) |